# Sulpícia, a Poetisa
Sulpícia é acreditada como sendo a autora de seis poemas curtos (cerca de 40 linhas no total) que foram incluídos no corpus da poesia de Tíbulo (poemas 3.13-18).  Como tal, ela seria uma das poucas escritoras femininas conhecidas na literatura romana.

## Vida
Se a identificação estiver correta, Sulpícia viveu no reinado de Augusto e era filha de Sérvio Sulpício Rufo ; seu tio e guardião era Messalla Corvino , um importante patrono da literatura.

## Poesia
Os poemas consistem em seis poemas elegíacos curtos (3.13-18) dirigidos a um amante chamado Cerinto.  Cerinto era provavelmente um pseudônimo , no estilo da época (como Lésbia, de Catulo , e Cíntia de Propércio ).  Cerinto, por vezes, acreditado como sendo uma referência a Cornuto abordado por Tíbulo em duas das suas Elegias, provavelmente o aristocrático Cecílio Cornuto. A semelhança entre as consoantes e a semelhança entre o grego keras ("chifre") e o latim cornu (também "chifre") estão entre os argumentos citados em favor dessa identificação.  Críticas recentes, entretanto, tendem a tentar identificar Cerinto com uma figura histórica em favor de notar as implicações literárias do pseudônimo.